# 제6기갑사단 (영국)
제6기갑사단(6th Armoured Division)은 제2차 세계 대전에 참전한 영국 육군의 사단이다. 튀니지 전역의 카세린 협곡 전투, 이탈리아 전역에 참전했다.

## 부대편성
- 제20기갑여단; 1940년 10월 16일 ~ 1942년 4월 23일
  - 제1왕립글로스터셔후사르
  - 제1노샘프턴셔요먼
  - 제2노샘프턴셔요먼
- 제26기갑여단; 1940년 11월 9일
  - 제16/5창기병; 1944년 1월 9일 해체; 1944년 3월 29일 재창설
  - 제17/21창기병
  - 제2로디언국경기마대
  - 제4여왕의후사르
- 제6지원단; 1940년 11월 1일 ~ 1942년 6월 1일
  - 제12포병연대
  - 제72대전차연대
  - 제51대공포연대
- 제38(아일랜드)보병여단; 1942년 6월 9일 ~ 1943년 2월 16일
  - 런던 아일랜드 소총대, 제2대대
  - 왕립 아일랜드 푸질러, 제1대대
  - 왕립 이니스킬링 푸질러, 제6대대
- 제1근위여단; 1943년 3월 24일 ~ 1944년 5월 29일
  - 척탄병 근위대, 3대대
  - 콜드스트림 근위대, 2대대
  - 웰시 근위대 3대대
- 제61보병여단; 1944년 5월 29일
  - 소총여단, 제2대대 (Prince Consort's Own)
  - 소총여단, 제7대대 (Prince Consort's Own)
  - 소총여단, 제10대대 (Prince Consort's Own); 1944년 5월 30일 ~ 1945년 3월 20일, 해체
  - 국왕의 왕립소총대, 제1대대; 1945년 3월 8일 ~ 1945년 7월 22일
  - 웰시 연대, 1대대; 1945년 6월 29일
  - 여왕의 카메론 하이랜더, 2대대; 1945년 7월 19일
  - 왕립 서섹스 연대, 1대대; 1945년 7월 19일
- 사단 병력
  - 제1더비셔요먼(수색연대); 1940년 11월 10일
  - 왕립 기마포병대 제12연대 (명예포병중대Honourable Artillery Company)
  - 왕립 포병대
    - 제152야전연대 (에어셔 요먼)
    - 제72대전차연대
    - 제5경대항공기연대

  - 왕립 공병대
    - 제5야전전대; 1940년 11월 19일 ~ 1944년 3월 6일
    - 제8야전전대; 1940년 12우러 15일
    - 제625야전전대; 1944년 3월 7일
    - 제144야전Park전대; 1940년 11월 19일
    - 제6교량부대; 1943년 12월 25일 ~ 1945년 8월 21일

  - 왕립 통신대
    - 왕립 통신대, 제6기갑사단 통신연대
- 배속
  - 제36보병여단
  - 제201근위차량화여단
  - 제24근위여단
  - 제21인도포병여단